# Рискулов, Улугбек Тахирович
Улугбек Тахирович Рискулов (5 сентября 1985) — киргизский футболист, защитник клуба «Алай».

## Биография
В 2002 году дебютировал в высшей лиге Кыргызстана в составе клуба «Жаштык-Ак-Алтын». Играл за этот клуб до 2007 года, за это время становился чемпионом (2003), серебряным (2002) и бронзовым (2004, 2005, 2006, 2007) призёром чемпионата страны, неоднократным финалистом Кубка Кыргызстана.
В 2007 году перешёл в «Нефтчи» (Кочкор-Ата). Затем много лет не выступал в соревнованиях высокого уровня, за исключением двух сезонов в высшей лиге в составе «Алая» (2011—2012), в 2012 году стал бронзовым призёром чемпионата.
В 2016 году вернулся в высший дивизион, выступая за «Алдиер». В ходе того же сезона перешёл в «Алай», с которым стал чемпионом Кыргызстана 2016 и 2017 годов и серебряным призёром 2018 года. Принимал участие в матчах Кубка АФК.
В начале карьеры вызывался в расширенный состав национальной сборной Кыргызстана, но в официальных матчах не играл.